# I-24 (tàu ngầm Nhật) (1939)
I-24 là một tàu ngầm tuần dương thuộc lớp Type C được Hải quân Đế quốc Nhật Bản chế tạo trong Chiến tranh Thế giới thứ hai. Nó là chiếc tàu ngầm thứ hai của Hải quân Nhật mang cái tên này, sau khi chiếc I-24 thứ nhất được đổi tên thành I-124 vào năm 1938. Nhập biên chế năm 1941, nó đã phóng tàu ngầm bỏ túi tham gia Tấn công Trân Châu Cảng và cuộc tấn công cảng Sydney, hỗ trợ cho các trận chiến biển Coral và quần đảo Santa Cruz, cũng như phục vụ cho các chiến dịch Guadalcanal, New Guinea và quần đảo Aleut. I-24 bị tàu tuần tra Hoa Kỳ USS PC-487 đánh chìm tại quần đảo Aleut vào ngày 11 tháng 6, 1943.

## Thiết kế và chế tạo

### Thiết kế
Tàu ngầm Type C được thiết kế dựa trên phân lớp KD6 của lớp Kaidai dẫn trước, nhưng trang bị vũ khí ngư lôi mạnh hơn để tấn công tầm xa. Chúng có trọng lượng choán nước 2.595 tấn (2.554 tấn Anh) khi nổi và 3.618 tấn (3.561 tấn Anh) khi lặn, lườn tàu có chiều dài 109,3 m (358 ft 7 in), mạn tàu rộng 9,1 m (29 ft 10 in) và mớn nước sâu 5,3 m (17 ft 5 in). Con tàu có thể lặn sâu đến 100 m (328 ft).
Tàu ngầm Type C được trang bị hai động cơ diesel công suất 6.200 mã lực phanh (4.623 kW), mỗi chiếc vận hành một trục chân vịt. Khi lặn, mỗi trục được vận hành bởi một động cơ điện công suất 1.000 mã lực (746 kW). Khi di chuyển trên mặt nước nó đạt tốc độ tối đa 23,6 hải lý trên giờ (43,7 km/h; 27,2 mph) và 8 hải lý trên giờ (15 km/h; 9,2 mph) khi lặn dưới nước, tầm xa hoạt động của Type C là 14.000 hải lý (26.000 km; 16.000 mi) ở tốc độ 16 hải lý trên giờ (30 km/h; 18 mph), và có thể lặn xa 60 nmi (110 km; 69 mi) ở tốc độ 3 hải lý trên giờ (5,6 km/h; 3,5 mph).
Các con tàu có tám ống phóng ngư lôi 53,3 cm (21,0 in), tất cả được bố trí trước mũi, và mang theo tổng cộng 20 quả ngư lôi. Vũ khí trên boong tàu bao gồm khẩu hải pháo 14 cm (5,5 in), cùng hai pháo phòng không 25 mm Type 96 nòng đơn hoặc nòng đôi. Các bộ gá trên boong tàu phía sau tháp chỉ huy cho phép nó vận chuyển và phóng một tàu ngầm bỏ túi Type A (Kō-hyōteki).

### Chế tạo
Được đặt hàng trong Chương trình Maru 3 năm 1937, I-24 được đặt lườn như là chiếc Tàu ngầm số 48 tại Xưởng vũ khí Hải quân Sasebo ở Sasebo vào ngày 5 tháng 12, 1938. Đang khi được chế tạo, nó được đổi tên thành I-24 vào ngày 30 tháng 9, 1938 trở thành chiếc tàu ngầm Nhật Bản thứ hai mang cái tên này, còn chiếc I-24 thứ nhất được đổi tên thành I-124 trước đó vào ngày 1 tháng 6. Nó được hạ thủy vào ngày 12 tháng 11, 1939 rồi hoàn tất và nhập biên chế vào ngày 31 tháng 10, 1941, dưới quyền chỉ huy của Trung tá Hải quân Hanabusa Hiroshi.

## Lịch sử hoạt động

### 1940 - 1941
Sau khi nhập biên chế, I-24 được phối thuộc cùng Quân khu Hải quân Yokosuka. Ngay sau đó nó cùng cùng các tàu ngầm chị em I-16, I-18, I-20 và I-22 được cải biến thành tàu ngầm mẹ để mang tàu ngầm bỏ túi Type A (Kō-hyōteki). Đến ngày 15 tháng 11, I-24 được điều về Đội tàu ngầm 3 thuộc Hải đội Tàu ngầm 1 trực thuộc Đệ Lục hạm đội.
Tại Căn cứ Hải quân Kure vào ngày 17 tháng 11, I-24 được phân về Đơn vị Tấn công Đặc biệt dưới quyền Tư lệnh Đội tàu ngầm 3, Đại tá Hải quân Sasaki Hankyu, vốn bao gồm các tàu ngầm chị em I-16, I-18, I-20 và I-22, do I-22 đảm trách vai trò soái hạm. Các hạm trưởng được thông báo chi tiết về Chiến dịch Z và vai trò của tàu ngầm mẹ mang tàu ngầm bỏ túi trong kế hoạch tấn công Trân Châu Cảng sắp diễn ra.
Vào ngày 18 tháng 11, năm chiếc tàu ngầm di chuyển từ Kure đến Khu vực Thực hành Hải quân Kamegakubi, nơi mỗi chiếc nhận lên tàu một tàu ngầm bỏ túi Type A. Đến 02 giờ 15 phút ngày 19 tháng 11, họ khởi hành từ Kamegakubi để hướng sang khu vực quần đảo Hawaii, theo một lộ trình trực tiếp ngang qua phía Nam đảo san hô Midway. Lúc đang trên đường đi, vào ngày 2 tháng 12, họ nhận được thông điệp từ Hạm đội Liên hợp: "Leo núi Niitaka 1208" (tiếng Nhật: Niitakayama nobore 1208), là mật lệnh cho biết chiến sự với Khối Đồng Minh sẽ bắt đầu vào ngày 8 tháng 12 (theo giờ Nhật Bản, tức ngày 7 tháng 12 tại Hawaii bên kia đường đổi ngày).

#### Trận Trân Châu Cảng
Lúc 03 giờ 33 phút ngày 7 tháng 12, ở phía Nam Oahu I-24 tung ra chiếc tàu ngầm bỏ túi của nó, chiếc Số 19, ở vị trí cách lối ra vào Trân Châu Cảng khoảng 10,5 nmi (19,4 km) về phía Tây Nam; đây là chiếc duy nhất gặp trục trặc kỹ thuật, khi la bàn con quay hồi chuyển bị hỏng trước khi xuất phát. Số 19 bị chúc mũi ngay khi vừa rời tàu ngầm "mẹ", nhưng hai thành viên tổ lái đã lấy lại sự điều khiển con tàu dù gặp nhiều khó khăn. Chiếc tàu ngầm bỏ túi đến được lối ra vào cảng lúc 07 giờ 00, nhưng không thể xâm nhập vào bên trong cho đến khi cuộc không kích bắt đầu. Nó trồi lên mặt nước lúc khoảng 08 giờ 00 và bị vướng vào một rạn san hô, rồi bị tàu khu trục USS Helm (DD-388) phát hiện. Helm tấn công mục tiêu bằng hải pháo, nhưng không trúng đích mà lại giúp Số 19 thoát được khỏi mắc cạn, nhưng cú va chạm làm hỏng cơ cấu khai hỏa ngư lôi của chiếc tàu ngầm, và khiến sĩ quan chỉ huy của nó, Thiếu úy Hải quân Kazuo Sakamaki, bất tỉnh.
Sau khi Sakamaki tỉnh lại, Số 19 bị mắc cạn một lần nữa; tổ lái chuyển dịch trọng lượng các thùng dằn giúp chiếc tàu ngầm nổi trở lại, nhưng giờ đây bánh lái lại không đáp ứng. Trong khi trôi nổi, chiếc tàu ngầm bỏ túi sống sót qua nhiều đợt tấn công bằng mìn sâu. Tổ lái tìm cách đánh chìm tàu, nhưng Số 19 lại bị mắc cạn một lần nữa vào rạn san hô. Sakamaki kích hoạt các khối chất nổ để tự phá hủy, nhưng chất nổ đã không kích nổ như dự định, rồi cả hai bỏ tàu. Sakamaki bất tỉnh và bị sóng cuốn lên bờ tại bãi biển Waimanalo ở bờ biển phía Đông đảo Oahu vào ngày 8 tháng 12; Sakamaki trở thành tù binh chiến tranh Nhật Bản đầu tiên trong Thế Chiến II. Đồng đội của anh bị đuối nước, nhưng chiếc tàu ngầm bỏ túi Số 19 bị chiếm giữ, và hiện đang được trưng bày tại Bảo tàng Quốc gia Chiến tranh Thái Bình Dương tại Fredericksburg, Texas từ năm 1991.
Trong lúc đó I-24 cùng bốn tàu ngầm "mẹ" khác đi đến khu vực thu hồi các tàu ngầm bỏ túi dự định về phía Tây Lanai, nơi họ trải qua đêm 7-8 tháng 12. Đến sáng sớm ngày 9 tháng 12, I-18, I-20 và I-24 được lệnh rời khu vực thu hồi, nhưng I-16 và I-22 tiếp tục ở lại cho đến ngày 11 tháng 12. Không có chiếc nào trong số năm tàu ngầm bỏ túi quay trở lại. I-24 rời vùng biển Hawaii vào ngày 12 tháng 12, về đến Kwajalein vào ngày 22 tháng 12.

### 1942

#### Chuyến tuần tra thứ nhất
Vào ngày 4 tháng 1, 1942, I-24 cùng các tàu ngầm chị em I-18 và I-22 khởi hành từ Kwajalein cho chuyến tuần tra đầu tiên trong chiến tranh để hoạt động tại vùng biển quần đảo Hawaii. Họ rời khu vực tuần tra vào ngày 18 tháng 1, khi I-18 cùng I-24 được lệnh đi đến bắn phá đảo san hô Midway thuộc quần đảo Tây Bắc Hawaii. Đến ngày 25 tháng 1, hai chiếc tàu trồi lên mặt nước trong bóng đêm ngoài khơi Midway, nơi I-24 khai hỏa khẩu hải pháo 14 cm (5,5 in) trên boong. Tuy nhiên pháo phòng thủ duyên hải của Thủy quân Lục chiến Hoa Kỳ đã lập tức bắn trả, buộc I-24 phải lặn xuống sau khi chỉ bắn được sáu quả đạn pháo. I-18 cũng lặn xuống mà chưa bắn được phát nào.
Sau nỗ lực bắn phá không thành công, I-24 cùng với I-18 và I-22 lên đường quay trở về Nhật Bản. Họ hoàn toàn không biết rằng tàu ngầm Hoa Kỳ USS Gudgeon đã nhận được thông tin tình báo tín hiệu được bẻ khóa tiết lộ hoạt động và lịch trình của họ. Gudgeon không tìm thấy các mục tiêu dự định, nhưng trong khi tìm kiếm lại phát hiện và tấn công, đánh chìm tàu ngầm I-73 vốn đang di chuyển trên cùng lộ trình, ở vị trí cách 240 nmi (280 mi) về phía Tây Midway vào ngày 27 tháng 1. I-24 về đến Yokosuka cùng với I-18, I-22 và các tàu ngầm I-4, I-5, I-6 và I-7 vào ngày 2 tháng 2.
Đang khi ở lại vùng biển Nhật Bản, I-24 cùng với mười tàu ngầm khác thuộc Hải đội Tàu ngầm 8 tiến hành tập trận trong biển nội địa Seto, kết thúc vào ngày 11 tháng 4. Vào ngày 15 tháng 4, nó được điều sang Đội tàu ngầm 3 cùng với các tàu ngầm I-21 và I-22, và hợp cùng với Đội tàu ngầm 14, bao gồm các tàu ngầm I-27, I-28 và I-29, để hình thành nên Đơn vị Tiền phương phía Đông dưới sự chỉ đạo chung của Tư lệnh Đội tàu ngầm 3.
Vào ngày 15 tháng 4, I-24 khởi hành từ Kure để hướng sang căn cứ Truk cùng với các tàu ngầm của đơn vị. Hải đội vẫn còn đang trên đường đi lúc xảy ra vụ Không kích Doolittle vào ngày 18 tháng 4, khi 16 máy bay ném bom B-25 Mitchell của Không lực Lục quân Hoa Kỳ xuất phát từ tàu sân bay USS Hornet (CV-8) đã ném bom xuống các mục tiêu trên đảo Honshū. Hải đội được lệnh chuyển hướng về phía Đông Bắc và đi hết tốc độ để tìm cách đánh chặn lực lượng đặc nhiệm Hoa Kỳ vốn đã tung ra cuộc không kích. Tuy nhiên mệnh lệnh bị hủy bỏ vào ngày 19 tháng 4, và hải đội lại tiếp tục hành trình đi sang Truk, đến nơi vào ngày 24 tháng 4.

#### Chuyến tuần tra thứ hai
Vào ngày 30 tháng 4, I-22, I-24, I-28 và I-29 xuất phát từ Truk để hình thành nên tuyến tuần tra về phía Tây Nam Guadalcanal nhằm hỗ trợ cho Chiến dịch MO, là kế hoạch chiếm đóng Tulagi thuộc quần đảo Solomon và Port Moresby ở cực Đông Nam đảo New Guinea. Trong khi lực lượng còn đang trên đường đi, máy bay xuất phát từ tàu sân bay USS Yorktown, bao gồm máy bay ném bom bổ nhào SBD Dauntless thuộc Liên đội Tuần tiễu VS-5 và máy bay ném bom ngư lôi TBD Devastator  thuộc Liên đội Ném ngư lôi VT-5, đã tấn công I-24 vào ngày 2 tháng 5, nhưng chiếc tàu ngầm đã tránh được mà không bị hư hại.
Trận chiến biển Coral bắt đầu vào ngày 4 tháng 5, khi Hải quân Hoa Kỳ ngăn chặn kế hoạch xâm chiếm của Nhật Bản. Bốn chiếc tàu ngầm tiến ra tuyến tuần tra vào ngày 5 tháng 5, và trong khi lực lượng Nhật Bản chiếm được Tulagi nhưng bị đẩy lui tại Port Moresby, chuyến tuần tra của I-24 không gặp sự kiện gì. Nó được lệnh rút lui về Truk vào ngày 11 tháng 5.
Trong lúc I-24 đang trên đường đi, vào sáng sớm ngày 17 tháng 5, tàu ngầm Hoa Kỳ USS Tautog (SS-199) phát hiện hai tàu ngầm Nhật Bản, có thể là I-22 và I-24, di chuyển trên mặt nước, nên tìm cách tấn công một chiếc nhưng không trúng đích. Chỉ vài giờ sau đó, Tautog tấn công và đánh chìm I-28, vốn đang nối gót theo sau I-22 và I-24 trên cùng hành trình. I-24 đi đến Truk an toàn trong ngày hôm đó.

#### Tấn công cảng Sydney
Tại Truk, I-24 nhận lên tàu một tàu ngầm bỏ túi Type A do tàu tiếp liệu thủy phi cơ Chiyoda vận chuyển. I-24 được điều về Đơn vị Tấn công Đặc biệt, bao gồm các tàu ngầm chị em mang tàu ngầm bỏ túi I-22 và I-27 cùng các tàu ngầm mang thủy phi cơ I-21 và I-29, mỗi chiếc mang theo một thủy phi cơ Yokosuka E14Y1. I-24 cùng I-22 và I-27 khởi hành vào ngày 18 tháng 5 để hướng sang Sydney, Australia, thực hiện cuộc tấn công bằng tàu ngầm bỏ túi vào tàu bè trong cảng Sydney. Vào ngày 19 tháng 5, trong lúc I-24 đang đi trên mặt nước và nạp điện cho ắc-quy đồng thời bảo trì tàu ngầm bỏ túi, tổ lái chiếc tàu ngầm bỏ túi ngửi thấy mùi khí Chlorine bên trong nên đi vào để kiểm tra. Khi hai thành viên tổ lái bật đèn kiểm tra, một vụ nổ lớn đã hất tung một thành viên xuống biển và gây bỏng nặng cho người còn lại. I-24 buộc phải quay trở lại Truk vào ngày 20 tháng 5 để thay thế chiếc tàu ngầm bỏ túi bị hư hại bằng chiếc M17 và tổ lái tương ứng, vốn dự định dành cho chiếc I-28 đã bị đánh chìm.
Trên đường đi, họ nhận được thông tin trinh sát từ tàu ngầm I-29, vốn đã tung ra một thủy phi cơ trinh sát cảng Sydney vào ngày 23 tháng 5; và từ chiếc I-21, khi chiếc thủy phi cơ Yokosuka E14Y1 của nó tiến hành thêm một phi vụ trinh sát vào sáng sớm ngày 29 tháng 5. Chiếc Yokosuka E14Y1 đã nhìn thấy tàu tuần dương hạng nặng USS Chicago trong cảng Sydney, nhưng nhận định nhầm mục tiêu là một thiết giáp hạm. Vào ngày hôm đó, tư lệnh Đơn vị Tiền phương phía Đông ra lệnh cho I-22, I-24 và I-27 tiến hành cuộc tấn công bằng tàu ngầm bỏ túi.

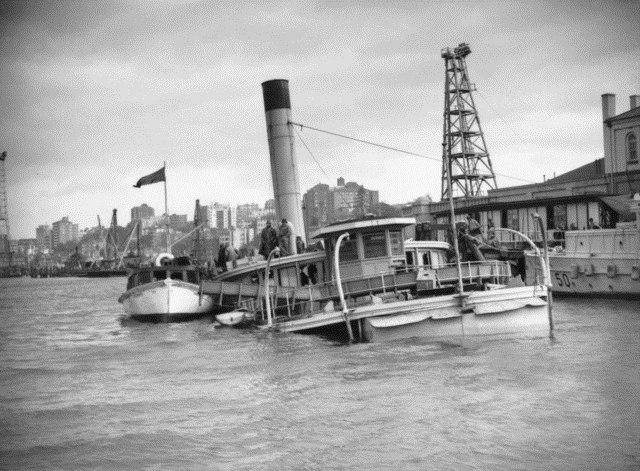
bị đánh chìm trong cảng Sydney

Vào ngày 30 tháng 5, I-22, I-24 và I-27 đi đến ngoài khơi Sydney.  Trong khoảng thời gian từ 17 giờ 21 phút đến 17 giờ 40 phút ngày 31 tháng 5, họ lần lượt phóng các tàu ngầm bỏ túi cho cuộc Tấn công cảng Sydney. Chiếc tàu ngầm bỏ túi M17 của I-22 được phóng ở vị trí 7,5 nmi (13,9 km) ngoài khơi Sydney lúc 17 giờ 40 phút. Đến 22 giờ 07, tàu bè trong cảng được báo động về sự hiện diện của tàu ngầm Nhật Bản, và Chicago đã tấn công M17 bằng pháo và súng máy phòng không. Đến 00 giờ 29 phút ngày 1 tháng 6, M17 phóng một quả ngư lôi nhắm vào Chicago nhưng trượt khỏi mục tiêu và trúng vào một đê chắn sóng. Vụ nổ đã làm đắm chiếc HMAS Kuttabul, một tàu phà cũ được Hải quân Hoàng gia Australia trưng dụng như một tàu trại binh, khiến 21 thủy thủ thiệt mạng và mười người khác bị thương, đồng thời gây hư hại cho chiếc tàu ngầm Hải quân Hoàng gia Hà Lan HNLMS K IX. Quả ngư lôi thứ hai của M17 mắc cạn trên đảo Garden mà không kích nổ. M17 sau đó không tìm thấy và được cho là mất tích.

#### Chuyến tuần tra thứ ba
I-22, I-24 và I-27 tiếp tục lãng vảng ngoài khơi Sydney cho đến ngày 3 tháng 6 với hy vọng có thể thu hồi các tàu ngầm bỏ túi, nhưng không chiếc nào quay về; sau đó họ rời khỏi khu vực và tách ra để hoạt động tuần tra độc lập. Lúc hoàng hôn ngày 3 tháng 6, I-24 đang đi trên mặt nước và nạp điện cho ắc-quy ở vị trí về phía Đông Sydney cách 35 nmi (65 km) về phía Đông Nam mũi Norah, khi nó phát hiện chiếc tàu buôn Australia Age 4.734 GRT. I-24 phóng một quả ngư lôi và bắn bốn phát đạn pháo 140 milimét (5,5 in) nhắm vào Age nhưng không thể gây hư hại cho mục tiêu.
Khoảng 90 phút sau đó, ở vị trí 35 nmi (65 km) về phía Đông Sydney, I-24 phóng hai quả ngư lôi tấn công chiếc tàu buôn Australia Iron Chieftain 4.812 GRT vốn đang trong hành trình từ Newcastle, New South Wales đến Whyalla, South Australia; một quả ngư lôi trúng vào mạn trái phía giữa tàu khiến Iron Chieftain đắm trong vòng năm phút. Đến ngày 5 tháng 6, nó lại phát hiện chiếc tàu buôn Australia Echunga 3.362 GRT vốn đang trong hành trình từ Whyalla đến Port Kembla, New South Wales, ở vị trí 17 nmi (31 km) ngoài khơi Wollongong, New South Wales. Tuy nhiên lần này chiếc tàu ngầm không thể theo đuổi kịp mục tiêu.
Sau nữa đêm ngày 8 tháng 6, I-24 trồi lên mặt nước cách Sydney 4 nmi (7,4 km) và bắn phá cầu Cảng Sydney bằng hải pháo 140 milimét (5,5 in). Nó bắn tổng cộng mười phát đạn pháo, nhưng đều không trúng đích, và đến chín quả đạn không kích nổ; quả đạn duy nhất nổ phá hủy một phần một căn nhà tại Sydney cùng một số thiệt hại nhỏ khác, nhưng khiến cư dân Sydney hoảng loạn vì cho rằng quân Nhật sắp đổ bộ. Phía Australia bật đèn pha tìm kiếm và phát hiện chiếc tàu ngầm, nhưng I-24 kịp thời lặn xuống né tránh trước khi pháo phòng thủ duyên hải đối phương khai hỏa.
Đến trước bình minh ngày 9 tháng 6, I-24 phát hiện chiếc tàu buôn Anh Orestes 7.748 GRT ở vị trí về Đông Nam vịnh Jervis. Nó phóng hai quả ngư lôi tấn công, nhưng cả hai đều bị kích nổ sớm. Chiếc tàu ngầm tiếp tục tấn công bằng hải pháo, nhưng chỉ ghi được một phát trúng đích, và sau khi thấy cuộc tấn công không hiệu quả, hạm trưởng của I-24 ra lệnh rút lui, nên Orestes được an toàn. I-24 cùng với các tàu ngầm  I-21, I-22, I-27 và I-29kết thúc chuyến tuần tra tại Kwajalein vào ngày 25 tháng 6, và nó tiếp tục lên đường quay trở về Nhật Bản, đi đến Yokosuka vào ngày 12 tháng 7.

#### Chiến dịch Guadalcanal
Trong khi I-24 đang được đại tu tại Yokosuka, Chiến dịch Guadalcanal bắt đầu vào ngày 7 tháng 8, khi lực lượng Thủy quân Lục chiến Hoa Kỳ đổ bộ lên Guadalcanal, Tulagi, đảo Florida, Gavutu và Tanambogo ở phía Đông Nam quần đảo Solomon. I-24 khởi hành từ Yokosuka vào ngày 30 tháng 8, và hướng sang khu vực quần đảo Solomon cho chuyến tuần tra thứ tư. Vào sáng ngày 13 tháng 9, một thủy phi cơ Kawanishi H8K đã phát hiện một lực lượng đặc nhiệm Hải quân Hoa Kỳ bao gồm một tàu sân bay, hai thiết giáp hạm và hai tàu khu trục đang di chuyển lên hướng Bắc ở vị trí 343 nmi (635 km) về phía Đông Nam Guadalcanal, nên I-24 được lệnh phối hợp cùng các tàu ngầm I-9, I-15, I-17, I-21, I-26, I-31 và I-33 hình thành một tuyến tuần tra để đánh chặn đối phương; tuy nhiên họ đã không tìm thấy mục tiêu.
Trong khi Trận chiến quần đảo Santa Cruz diễn ra từ ngày 25 đến ngày 27 tháng 10, I-24 tuần tra về phía Tây eo biển Indispensable trong thành phần Đội "B" vốn bao gồm các tàu ngầm I-9, I-15, I-21, I-174 và I-175. Vào ngày 27 tháng 10, I-24 tấn công một lực lượng đặc nhiệm Hoa Kỳ trong biển Solomon tại tọa độ 15°05′N 159°45′T / 15,083°N 159,75°T, phóng một loạt ngư lôi nhắm vào một thiết giáp hạm đối phương, nhưng không quả nào trúng đích.
Sau khi đi đến nơi neo đậu ngoài khơi đảo Shortland thuộc quần đảo Shortland vào ngày 2 tháng 11, I-24 gia nhập một đội tấn công vốn còn bao gồm các tàu ngầm I-16 và I-20; mỗi chiếc sẽ nhận lên tàu một tàu ngầm bỏ túi do Chiyoda vận chuyển. I-24 nhận lên tàu chiếc tàu ngầm bỏ túi Số 12 cùng tổ lái tương ứng vào ngày 3 tháng 11, rồi lên đường vào ngày hôm sau để hướng sang khu vực eo biển Indispensable. Khi đi đến khu vực tác chiến vào ngày 7 tháng 11, chiếc tàu ngầm bỏ túi Số 12 lại gặp trục trặc kỹ thuật, nên I-24 phải quay trở về Truk vào ngày 13 tháng 11 để được hỗ trợ kỹ thuật. Nó lại khởi hành từ Truk vào ngày 15 tháng 11, và phóng chiếc Số 12 vào ngày 22 tháng 11 ở vị trí 14 nmi (26 km) về phía Tây Bắc mũi Esperance, tại bờ biển Tây Bắc Guadalcanal. Chiếc Số 12 hoàn toàn mất liên lạc sau khi được phóng khỏi tàu ngầm mẹ.
Tại Shortland, I-24 lại đón lên tàu chiếc tàu ngầm bỏ túi Số 38 cùng tổ lái tương ứng vào ngày 1 tháng 12, và đã phóng chiếc Số 38 ngoài khơi Lungga Point tại bờ biển Tây Bắc Guadalcanal lúc 01 giờ 42 phút ngày 7 tháng 12. Lúc 06 giờ 59 phút, chiếc Số 38 đã nhắm vào mục tiêu là USS Alchiba (AK-23), một tàu chở hàng của Hải quân Hoa Kỳ vốn đã mắc cạn ngoài khơi Lungga Point từ ngày 28 tháng 11 sau khi trúng ngư lôi phóng từ tàu ngầm bỏ túi Số 10 xuất phát từ I-16. Ngư lôi của Số 38 đã trúng đích vào mạn trái gần phòng động cơ của Alchiba, khiến chiếc tàu vận tải chịu đựng thêm thiệt hại. Lực lượng Đồng Minh đã phản công Số 38 bằng mìn sâu, và chiếc tàu ngầm bỏ túi mất tích kể từ đó, trong khi I-24 lên đường quay trở về Truk.

### 1943

#### Chiến dịch New Guinea
I-24 khởi hành từ Truk vào ngày 3 tháng 1, 1943 để đi sang Rabaul, nơi nó tham gia các nỗ lực tiếp liệu cho lực lượng Nhật Bản đang tham gia Chiến dịch New Guinea. Trong chuyến đi đầu tiên, nó chuyển giao 25 tấn thực phẩm và đạn dược đồng thời giúp triệt thoái 79 binh lính Lục quân tại Buna, New Guinea vào ngày 11 tháng 1. Chiếc tàu ngầm lại ghé đến Buna vào ngày 18 tháng 1, vận chuyển 18 tấn hàng tiếp liệu và giúp triệt thoái 58 binh lính cùng quân kỳ của Sư đoàn 144 Bộ binh (Kochi). Chuyến đi thứ ba đến Buna diễn ra vào ngày 26 tháng 1, khi nó chuyển giao 16 tấn hàng hóa và di tản 64 binh lính trở lại Rabaul, đến nơi vào ngày 28 tháng 1. I-24 ghé đến Buna lần sau cùng vào ngày 10 tháng 2, vận chuyển 16 tấn hàng tiếp liệu và triệt thoái 71 binh lính.
Trong chuyến đi tiếp liệu tiếp theo, I-24 đi đến Lae, New Guinea, nơi nó chuyển giao 32 tấn tiếp liệu và triệt thoái 72 binh lính vào ngày 10 tháng 2. Chiếc tàu ngầm thực hiện chuyến đi tiếp liệu cuối cùng tại khu vực New Guinea vào ngày 17 tháng 2, khi nó đi đến Lae để chuyển giao 38,5 tấn tiếp liệu và triệt thoái 64 binh lính. I-24 sau đó quay trở về Nhật Bản, đi đến Yokosuka vào ngày 6 tháng 3, nơi con tàu được đại tu. Sau khi hoàn tất nó khởi hành từ Yokosuka vào ngày 7 tháng 5.

#### Chiến dịch quần đảo Aleut
Lực lượng Nhật Bản đã chiếm đóng các đảo Attu và Kiska thuộc quần đảo Aleut từ tháng 6, 1942, bắt đầu Chiến dịch quần đảo Aleut; tuy nhiên đến mùa Xuân năm 1943, binh lính Nhật Bản đồn trú trên các đảo này đã bị cô lập. Từ ngày 11 tháng 5, 1943, lực lượng Đồng Minh bắt đầu phản công tại khu vực Bắc Thái Bình Dương, khi Lực lượng Đặc nhiệm 16 dưới quyền Chuẩn đô đốc Thomas C. Kinkaid cho đổ bộ các sư đoàn 4 và 7 nhằm tái chiếm đảo Attu thuộc quần đảo Aleut. Đến ngày 21 tháng 5, khi tình hình chung trở nên vô vọng, Đại bản doanh Nhật Bản quyết định bỏ Attu và cho triệt thoái toàn bộ lực lượng còn lại khỏi Kiska bằng tàu ngầm, bắt đầu từ ngày 26 tháng 5.
I-24 đi đến Kure vào ngày 20 tháng 5, và sang ngày hôm sau được điều về Lực lượng Quân khu Bắc trong thành phần Đệ Ngũ hạm đội để phục vụ trong Chiến dịch quần đảo Aleut. Nó lên đường ngay trong ngày 21 tháng 5, ghé qua Paramushiro thuộc quần đảo Kuril trước khi tiếp tục hành trình vào ngày 30 tháng 5, hướng đến Attu với hy vọng có thể cứu vớt những người sống sót. Tuy nhiên lực lượng Đồng Minh đã hoàn tất việc tái chiếm Attu và tiêu diệt lực lượng Nhật Bản chiếm đóng từ ngày 30 tháng 5, nên sau ba lần cố bắt liên lạc, I-24 phải từ bỏ nhiệm vụ này. Chiếc tàu ngầm rời khu vực Attu vào ngày 5 tháng 6 để di chuyển sang khu vực Kiska, và đến ngày 7 tháng 6 đã gửi một báo cáo về sự hiện diện của nhiều tàu bè Đồng Minh trong khu vực. Sau đó I-24 hoàn toàn mất liên lạc.

#### Bị mất
Vào ngày 11 tháng 6, tàu tuần tra Hoa Kỳ USS PC-487 phát hiện I-24, thoạt tiên qua sonar và sau đó qua radar, và cuối cùng bằng mắt thường trong biển Bering về phía Đông Bắc đảo Shemya; ghi nhận chiếc tàu ngầm nâng cao cả hai kính tiềm vọng, rõ ràng do bối cảnh sương mù dày đặc khiến tầm nhìn rất kém.<ref name=CBF>Sau khi I-24 nhìn thấy đối thủ và lặn xuống, PC-487 thả mìn sâu tấn công mục tiêu, buộc I-24 phải trồi lên mặt nước, rồi húc vào đối phương với vận tốc 19 kn (35 km/h), đè lên thân chiếc tàu ngầm. PC-487 sau đó lùi lại và húc vào đối phương một lần nữa, húc trúng tháp chỉ huy. I-24 lật nghiêng và đắm với tổn thất toàn bộ 104 thành viên thủy thủ đoàn, tại tọa độ 53°16′B 174°24′Đ / 53,267°B 174,4°Đ.
Vào ngày 11 tháng 6, 1943, Hải quân Nhật Bản công bố I-24 có thể đã bị mất tại khu vực quần đảo Aleut với tổn thất toàn bộ thành viên thủy thủ đoàn trên tàu. Tên nó được cho rút khỏi đăng bạ hải quân vào ngày 1 tháng 8, 1943.